# Вашетт, Адриен
Адриен Вашетт (фр. Adrien Vachette; 19 января 1753, Cauffry — 23 сентября 1839, Париж) — французский ювелир, наиболее известный как создатель так называемого чудесного медальона.

## Биография
Адриен Вашетт родился в Кофри, Пикардия, и, возможно, учился у Пьера-Франсуа Дре. При поддержке последнего он получил официальный сертификат мастера-ювелира 21 июля 1779 года. В дальнейшем Вашетт создал собственный ювелирный дом, включавший в себя крупную мастерскую и магазин для продажи фирменных изделий на площади Дофина в Париже.
В годы Первой империи Вашетт сотрудничал с ювелиром Мари Этьеном Нито, а после реставрации Бурбонов — с Шарлем Уизилем. В 1816 году Шарль Уизиль и Адриен Вашетт были назначены придворными ювелирами и поставщиками двора короля Людовика XVIII.
Адриен Вашетт имел многочисленных учеников, среди которых был Жан-Валентин Морель, позднее создавший собственную ювелирную компанию.
Ювелирный дом Адриена Вашетта благополучно пережил все коллизии, связанные с историей революционной и наполеоновской Франции. При жизни Вашетт был одним из самых известных и плодовитых мастеров своего поколения. Изделия фирмы Вашетта, в особенности многочисленные табакерки, бывшие в моде в то время, отличает широкое использование эмалей, панциря черепахи, драгоценных и поделочных камней.
Будучи уже весьма пожилым человеком (ему было почти 80 лет), Вашетт был привлечён архиепископом парижским Иасентом-Луи де Келаном к созданию так называемого чудесного медальона. Париж в то время переживал эпидемию холеры и период политической нестабильности, и горожане остро нуждались в чуде. В этих обстоятельствах к Келану явилась монахиня Екатерина Лабуре, поведавшая о бывшем ей видении Богоматери, которая повелела ей отчеканить медальон со Своим изображением и раздать его людям. Архиепископ загорелся этой идеей. По его указанию Вашетт разработал дизайн медальона с изображением Богоматери. В период с 1832 по 1836 год было распространено более двух миллионов экземпляров таких медальонов. Параллельно, архиепископ Келан активно участвовал в борьбе с пандемией холеры и призывал к тому же своё духовенство. Всё это в целом способствовало росту религиозности и уважения к церкви во Франции, а чудесные медальоны в дизайне Вашетта продолжают чеканиться и распространяться до сих пор во многих западных странах.

## Галерея

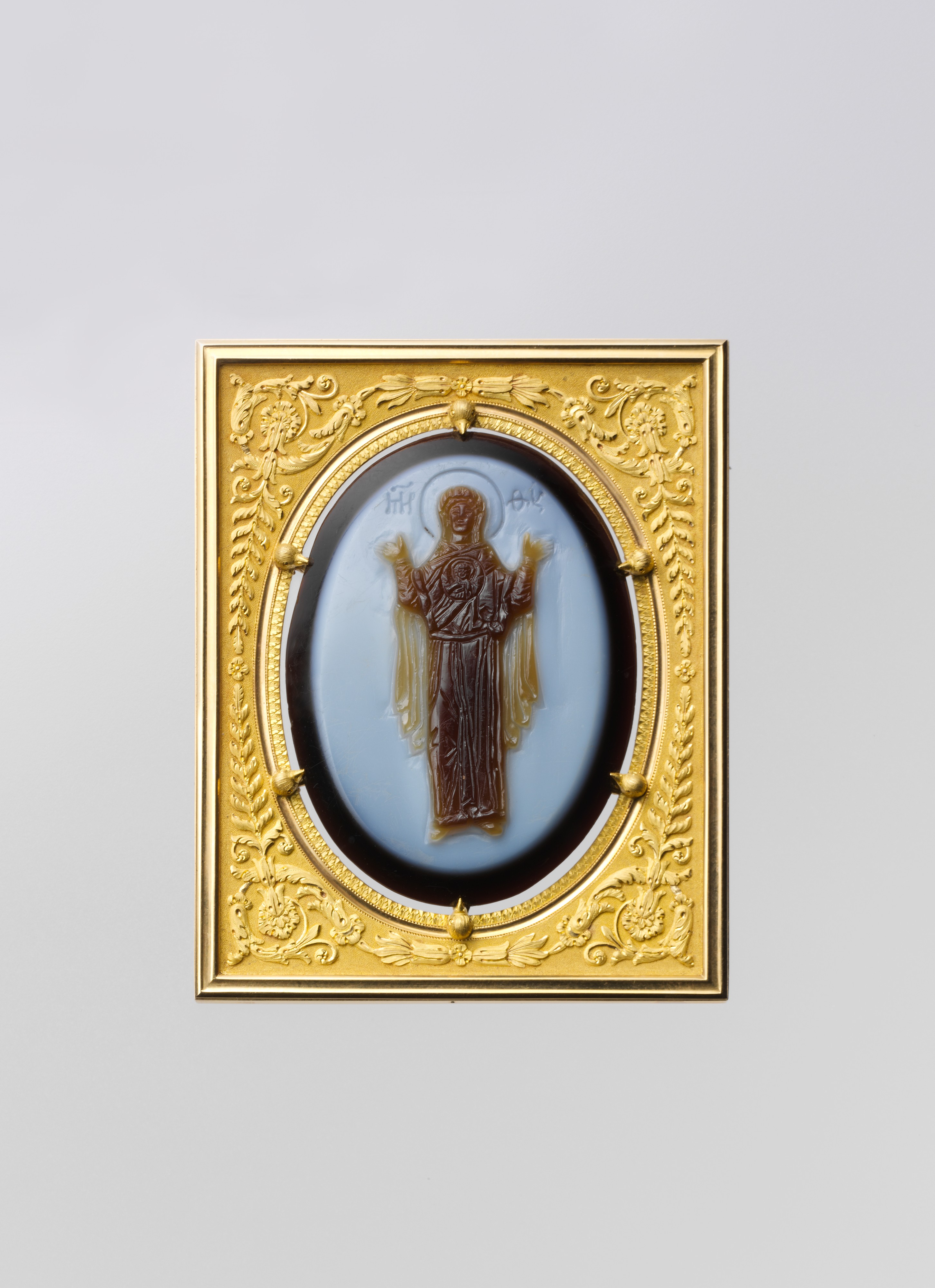
Богоматерь с младенцем (камея). Метрополитен-музей, Нью-Йорк.
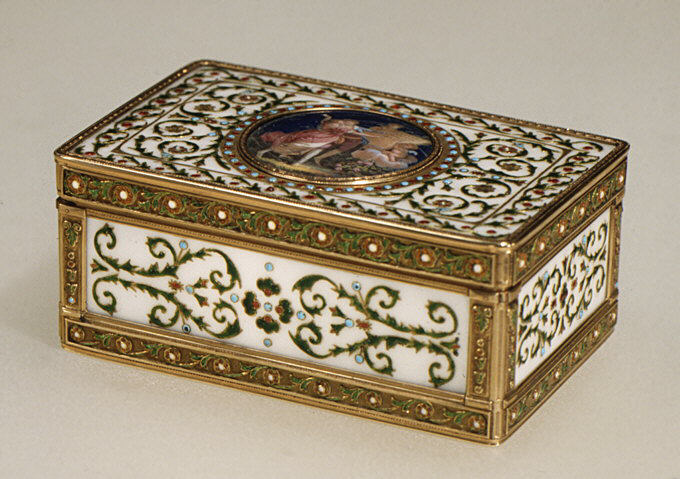
Табакерка с миниатюрой на крышке. Золото, платина, эмаль, драгоценные камни. Метрополитен-музей
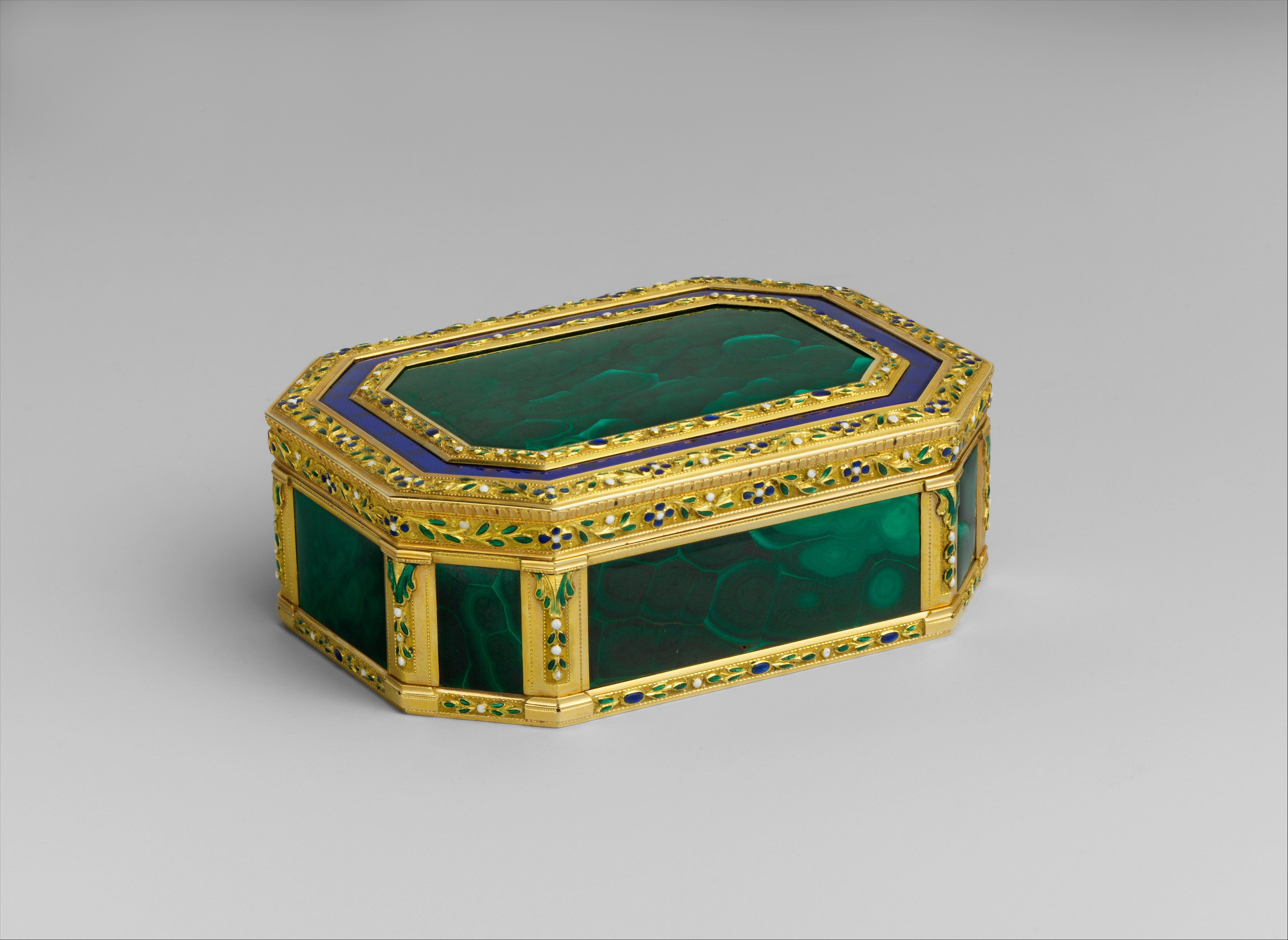
Табакерка. Золото, эмаль, малахит, лазурит. Метрополитен-музей
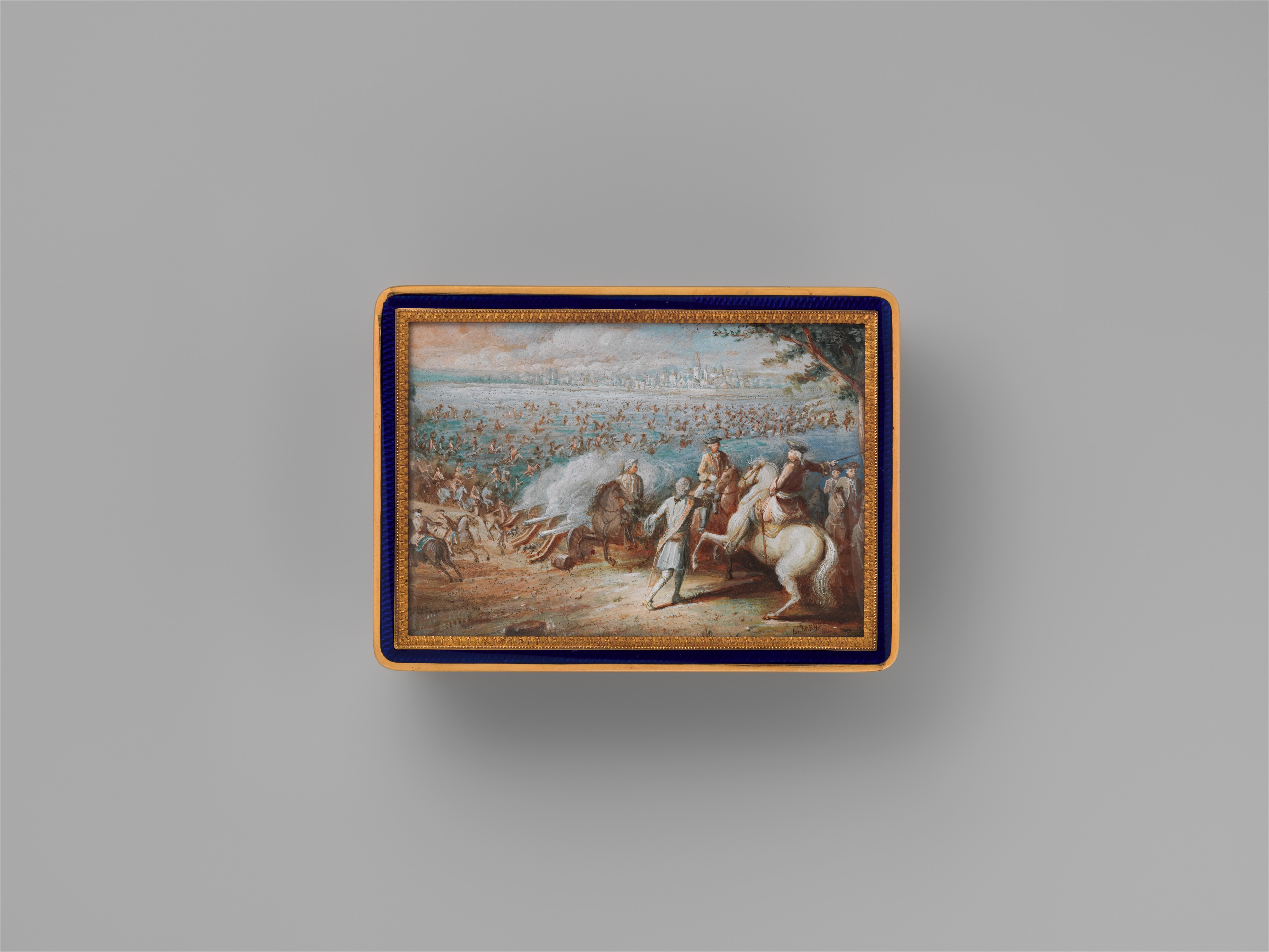
Табакерка с миниатюрой: Людовик XIV в 1672 году переправляется через Рейн. Золото, эмаль. Метрополитен-музей
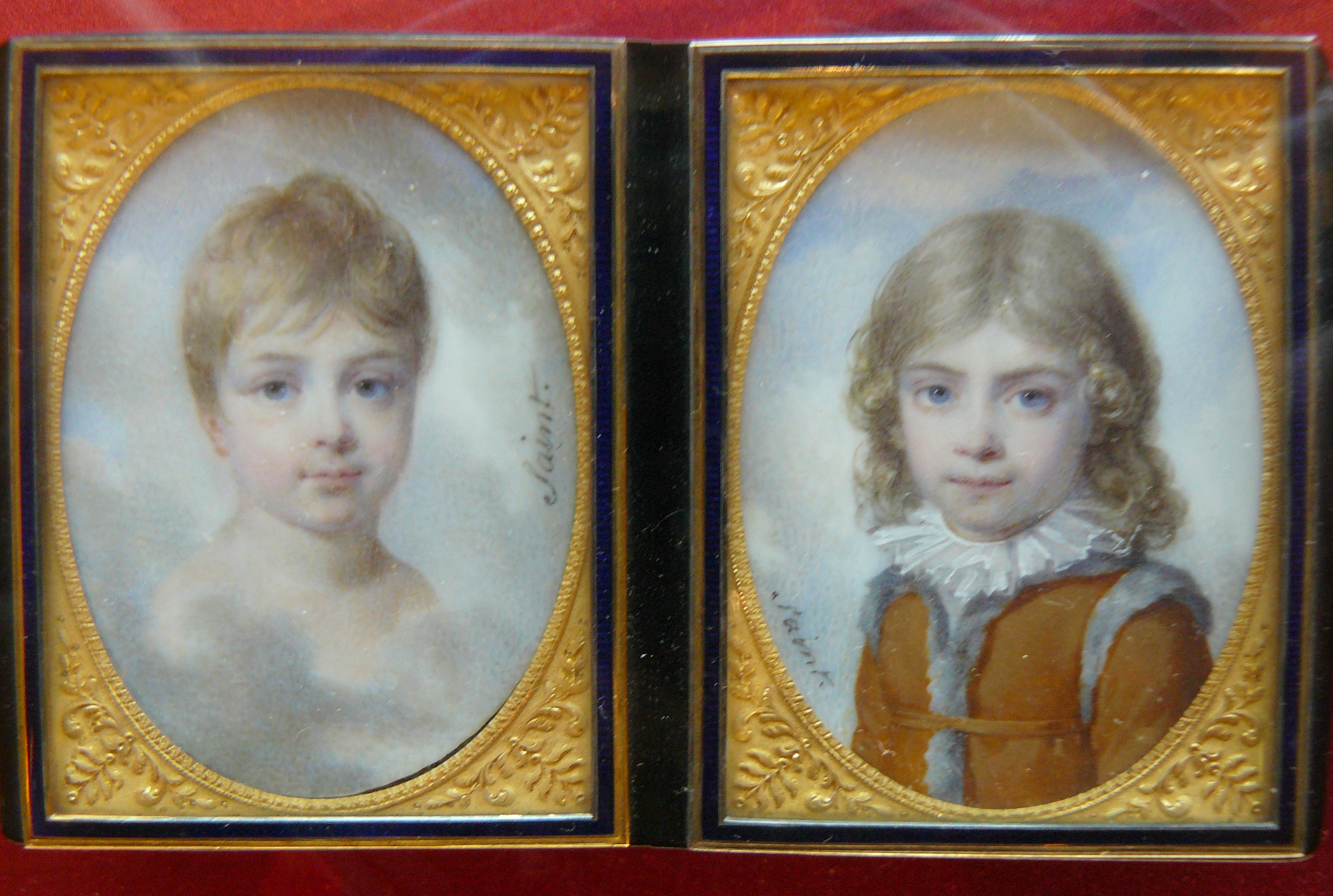
Парный портрет сыновей Люсьена Бонапарта. Лувр
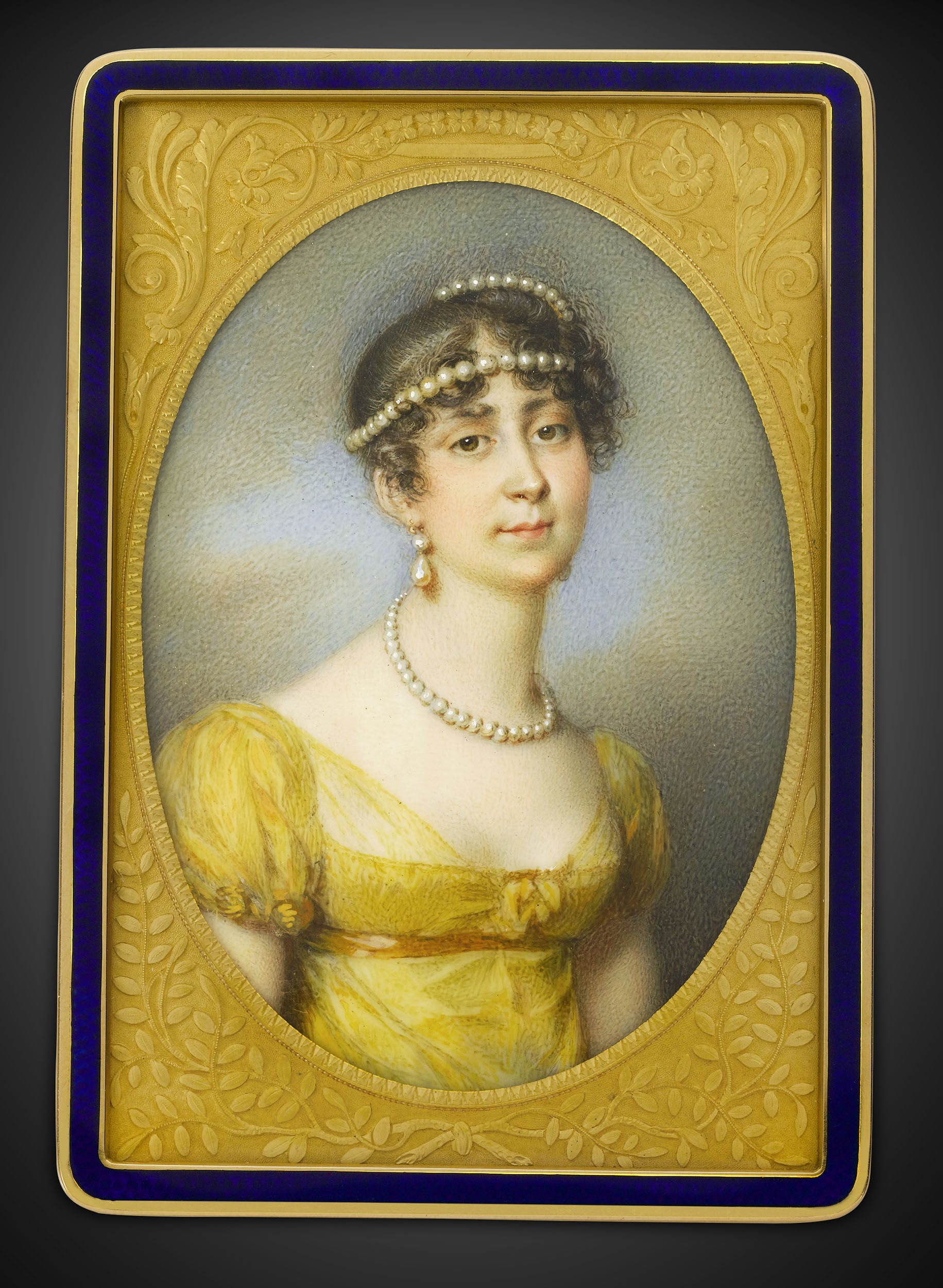
Табакерка с портретом императрицы Жозефины с ориганала Жана-Батиста Изабе на крышке. Золото, эмаль
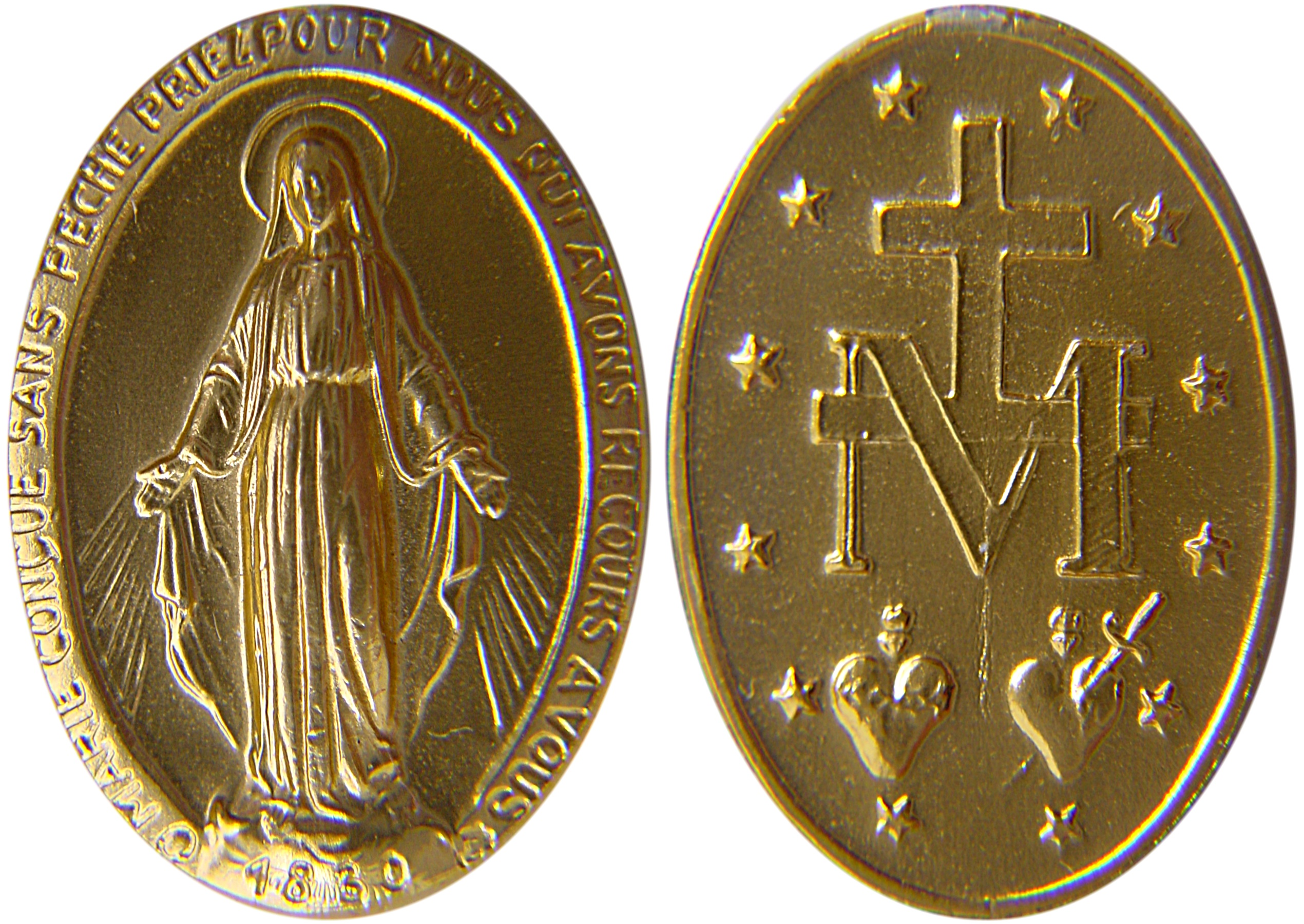
Чудесный медальон